# Марк (Боголюбов)
Епи́скоп Марк (в миру Никола́й Константи́нович Боголю́бов; 6 [18] июля 1879, Аскино, Уфимская губерния — 24 марта 1935, СССР) — епископ Русской православной церкви, епископ Забайкальский и Читинский.

## Биография
Был протоиереем Уфимского Никольского собора.
5 (18) ноября 1922 года в Златоусте, по пострижении в монашество с именем Марк, архиепископ Андрей (Ухтомский) и епископ Николай (Ипатов) хиротонисали его во епископа Стерлитамакского, викария Уфимской епархии, которая в то время перешла на самоуправление.
25 января 1924 года резолюцией Патриарха Тихона № 47 «для временного управления Пермской епархией назначен викарий Уфимской епархии — Преосвященный Марк».
В 1925 году арестован и приговорён к 5 годам лишения свободы.
В 1928 году арестован. В 1928—1931 годах находился в ссылке на Дальнем Востоке.
С 1929 года — епископ Приморский и Владивостокский.
С 1930 по 1933 год — епископ Забайкальский и Читинский.
Зимой 1934—1935 был арестован. 24 марта 1935 приговорён к смертной казни и в тот же день расстрелян.